# 洛根縣 (科羅拉多州)
洛根縣（英語：Logan County）是美國科羅拉多州東北部的一個縣，北鄰內布拉斯加州。面積4,778平方公里。根據美國2000年人口普查，共有人口20,504人。縣治斯特林（Sterling）。
成立於1887年2月25日。縣名紀念美墨戰爭、南北戰爭將領，代表伊利諾伊州的參議員約翰·亞歷山大·洛根。